# The Surfrajettes
ザ・サーフラジェッツ（The Surfrajettes）は、2015年にカナダ・トロントで結成された女性インストゥルメンタル・サーフロック・バンドである。2018年に発表したブリトニー・スピアーズのヒット曲「Toxic」のサーフ・カバーがYouTubeでバイラル・ヒットとなり、国際的に注目を集めた。

## 歴史
バンドは2015年、ギタリストのシャーミー・フリーマン（Shermy Freeman）とニコール・ダモフ（Nicole Damoff）によって結成された。 初期メンバーにはベーシストのリンダとドラマーのアンバー・ルッチマン（Amber Rutschmann）がいた。2018年には「Toxic」のカバーで注目を浴び、シングル「Party Line / Toxic」をリリース。2019年にはアメリカ西海岸でのツアーに加え、Tiki Oasis などのフェスティバルにも出演した。
2022年、デビュー・アルバム『Roller Fink』をリリース。収録曲にはビートルズの「シー・ラヴズ・ユー」やブロンディの「ハート・オブ・グラス」のカバーも含まれている。 2024年にはアニー・リリス（Annie Lillis）がドラマーとして加入し、セカンド・アルバム『Easy as Pie』を発表した。

### 2025年ツアー – 「Western Whirl」
2025年9月18日から10月1日まで、カナダとアメリカを巡る「Western Whirl Tour」を開催。主な開催地はサドバリー（Greater Sudbury）、ウィニペグ、レジャイナ、サスカトゥーン、エドモントン、カルガリー、グリーンベイ、グランドラピッズなど。

## 評価
LA Weekly は同バンドを「スタイルとグラマーでサーフ音楽に新風を吹き込む存在」と評した。 CITY Magazine (Rochester) は彼女たちの独自のサウンドとライブ・パフォーマンスを高く評価している。

## ディスコグラフィー

### シングル・EP
- 2017年：The Surfrajettes（EP）
- 2018年：Party Line / Toxic
- 2020年：Hale’iwa Hustle / Banzai Pipeline
- 2022年：Warm Up / Couch Surfing
- 2022年：El Condor Pasa
- 2024年：Easy as Pie

### アルバム
- 2022年：Roller Fink[10]
- 2024年：Easy as Pie[11]